# Mamadi Keïta
Pour les articles homonymes, voir Keita.
Mamadi Keïta, né en 1933 à Kankan et mort en juillet 1985, est un homme politique guinéen.
Membre du bureau politique de la première république de Guinée.

## Biographie
Mamadi Keïta est né à Kankan, en Guinée française, en 1933. Il est allé à Paris, en France pour ses études supérieures, où il a étudié la philosophie. Après être devenu chef de l'organisation des étudiants ouest-africains, il est expulsé de France en 1961. Il est titulaire d'un doctorat en philosophie de l'Université de Genève. De retour en Guinée, il devient tour à tour professeur, doyen et président de l'Université de Conakry.

## Carrière politique
Mamadi Keïta était le demi-frère de l'épouse du président Sékou Touré, Andrée Touré, ce qui lui a valu d'être admis dans le cercle restreint du pouvoir du régime Touré. Il devient membre du comité central pour les affaires idéologiques du parti démocratique de Guinée. En janvier 1971, il aurait été membre du peloton d'exécution qui a abattu l'ancienne femme politique Mme Camara Loffo.[Information douteuse]  Il a participé à l'interrogatoire de Diallo Telli, mort de faim au Camp Boiro en mars 1977.
En 1972, il était chef de la faction de gauche au bureau politique et était engagé dans une lutte avec Ismaël Touré pour être reconnu comme le prochain sur la liste pour succéder au président. Cette année-là, lors du 9e congrès du parti, le centre droit prend le pouvoir. Sékou Touré est resté président et Lansana Beavogui a reçu le titre nouvellement créé de premier ministre. Ismaël Touré accède au puissant poste de ministre de l'économie et des finances, tandis que Mamadi Keïta est relégué au poste de ministre de la culture et de l'éducation. Son frère Seydou Keïta devient ambassadeur en europe occidentale.
Au cours de l'été 1974, il a participé au sixième congrès panafricain à Dar es Salaam, en Tanzanie, où il était président du comité politique, avec Marcelino dos Santos du FRELIMO comme vice-président. En octobre 1980, en tant que ministre de l'enseignement supérieur et de la Recherche scientifique, il a assisté à une réunion du conseil exécutif de l'UNESCO, tenue à Belgrade, où il a été nommé au comité spécial pour la période triennale et au comité des organisations internationales non gouvernementales. En novembre 1982, il assiste à la première session du conseil exécutif de l'ISESCO (organisation islamique pour l'éducation, les sciences et la culture) à Rabat, au Maroc. Il était présent à la troisième session de l'ISESCO tenue à Casablanca en juin 1983. En décembre 1983, il est élu vice-président du conseil exécutif de l'UNESCO.
Après le coup d'état politique qui a suivi la mort de Sékou Touré, il a été arrêté le 3 avril 1984. En juillet 1985, il est fusillé après la tentative de coup d'État menée par Diarra Traoré.